# Puerto Lavalle
Puerto Lavalle es una localidad argentina situada en el departamento General Güemes, en el norte de la Provincia del Chaco. Depende administrativamente del municipio de Villa Río Bermejito, de cuyo centro urbano dista unos 18 km.
Se halla sobre la margen derecha del río Bermejo, a pocos kilómetros de la confluencia de los ríos Teuco y Bermejito, y en la cabecera del puente General Lavalle, uno de los 3 que unen la Provincia del Chaco con la de Formosa

## Vías de comunicación
La principal vía de comunicación es la Ruta Nacional 95, que la comunica al sudoeste con Fortín Lavalle y la Provincia de Santa Fe, y al nordeste con la Provincia de Formosa.

## Población
En el censo nacional de 2010 fue considera como población rural dispersa. En el censo anterior contaba con 34 habitantes (Indec, 2001).